# Kouboukleisios
Koubukleisios (Del griego: κουβουκλείσιος) fue un título conferido por los emperadores bizantinos a los chambelanes eclesiásticos, especialmente a los del Patriarca de Constantinopla.
El título se atestigua por primera vez en el Segundo Concilio de Nicea en 787, y se registró en las fuentes escritas y los sellos de sus poseedores hasta finales del siglo XI, cuando probablemente fue abolido. Los kouboukleisioi eran un análogo eclesiástico a los propios sirvientes de cámara de los emperadores, los koubikoularioi, y el título fue conferido por los emperadores, aunque en el siglo XI el poderoso patriarca Miguel Cerulario asumió esta prerrogativa para sí mismo.
Según el Taktikon Benešević de ca. 934/944, había dos grupos de kouboukleisioi, sacerdotes y diáconos. El cargo se combinaba a menudo con otros cargos de la administración eclesiástica, como el de chartophylax o el de skeuophylax, pero también podía ser ocupado por monjes.